# Ермичёв, Александр Александрович
Алекса́ндр Алекса́ндрович Ермичёв (14 сентября, 1936, д. Новая, Московская область) — советский и российский историк русской философии. Доктор философских наук (1998).

## Биография
В 1970 году защиил кандидатскую диссертацию «Критический анализ иррационалистической философии Н. А. Бердяева». Долгие годы преподавал историю русской философии в Санкт-Петербургском (Ленинградском) университете. Автор книг и статей по истории русской мысли. В 1998 году защитил докторскую диссертацию в форме научного доклада «Русская философия как целое. Опыт историко-систематического построения».
Один из первых, кто занимался реабилитированием русской философско-религиозной мысли и в частности творчества Николая Александровича Бердяева. По его инициативе был приглашён в Россию известный историк русской мысли Н. П. Полторацкий. Принимал самое активное участие в создании известной серии книг «Русский путь. Pro et contra», издаваемой Русской христианской гуманитарной академией. Издатель и комментатор сочинений Бердяева, Франка, Чаадаева, Степуна, Эрна, Яковенко и др.
А. А. Ермичёв является составителем первого в России указателя статей, заметок и рецензий философского содержания, опубликованных в периодических изданиях духовных и светских учебных заведений и научных обществ при них начала XX века (с 1901 по 1922 годы).
Живёт в Санкт-Петербурге, работает в РХГА. Организатор и руководитель историко-методологического семинара «Русская мысль» Архивная копия от 11 сентября 2011 на Wayback Machine, продолжающего традиции публичного философского дискурса Религиозно-философских обществ Москвы, Санкт-Петербурга и Киева, действовавших в начале XX века.

## Монографии
- Три свободы Николая Бердяева. М., «Знание»., 1989. — 64 с.
- О философии в России: Исследования, полемика, заметки. СПб.: Изд-во С.-Петерб. ун-та, 1998. 117 с. (тир. 350 экз.) ISBN 5-288-02156-2.
- Философское содержание русских журналов начала XX в. Статьи, заметки и рецензии в литературно-общественных и философских изданиях 1901—1922 гг. Библиографический указатель /Ответ.редактор А. А. Ермичёв. СПб.: РХГИ,2001. — 480 с. ISBN 5-88812-104-5
- Философское содержание русских журналов начала XX в. Вып.2.Статьи, заметки и рецензии в изданиях духовных и светских учебных заведений, общенаучных, критико-библиографических, общественно-политических и иных журналах. Библиографический указатель /Составитель д. философ. н., проф. А. А. Ермичёв. СПб.: РХГА, 2006. 560 с. ISBN 5-88812-222-X
- Философское содержание журналов русского зарубежья (1918—1939 гг.). — СПб.: РХГА; Вестник, 2012. — 352 с. ISBN 978-5-4232-0003-9
- Религиозно-философское общество в Петербурге (1907—1917): Хроника заседаний. СПб.: Изд-во С.-Петерб, 2007. — 326 с. ISBN 978-5-288-04407-6
- Имена и сюжеты русской философии. СПб.: «Наука», 2014. — 710 с. ISBN 978-5-02-038363-0
- Культура, наука и образование в советской России-СССР. Указатель статей, заметок и рецензий в семи журналах русского зарубежья СПб., РХГА, 2022.-160 с.